# Tulerpeton
A Tulerpeton a négylábúak (Tetrapoda) főosztályának egyik korai, fosszilis neme.

## Tudnivalók
A Tulerpeton a mai Oroszországban levő Tulai terület, devon kori hüllőszerű állata volt; körülbelül 365 millió évvel élt ezelőtt. Az első négylábúak közé sorolják. Abban különbözik az eddigi „vízi négylábúaktól” (Acanthostega és Ichthyostega), hogy neki a lábai megerősödtek. Annak ellenére, hogy lábfelépítése fejlettebb, mint az eddigi fajoknál, a Tulerpetonnak nem voltak valódi csuklói és bokái. Sőt, a lábfelépítése arra utal, hogy inkább jó úszó volt és nem „járkáló”.
A Tulerpetont egy töredékes koponyának, egy majdnem teljes vállövnek, mellső- és hátsó végtagoknak köszönhetően ismerünk.